# Jimram z Řezna
Jimram z Řezna, také Emmeram, jiné tvary:Emmeramus, Emmeran, Emeran, Heimrammi, Haimeran, Heimeran nebo Haimhram (před 620 Poitiers (Akvitánie), † 652 Kleinhelfendorf – Feldkirchen u Mnichova) byl misijním biskupem franského původu a školení, který hlásal evangelium v Bavorsku, kde také zemřel mučednickou smrtí. Jeho ostatky byly přeneseny do Řezna, kde nad jeho hrobem vzniklo říšské opatství sv. Jimrama. Jeho životopis napsal okolo roku 750 biskup Arbeo z Freisingu, který lokalizoval jeho původ, rodiště i vzdělání.

## Úcta v Čechách
Svatý Jimram byl uctíván i v českých zemích, neboť Čechy až do založení pražského biskupství roku 973 byly součástí řezenské diecéze. Slovanské redakce životopisu svatého Václava naznačují, že kníže mu chtěl zasvětit kostel na Pražském hradě (nově postavená rotunda byla ovšem zasvěcena sv. Vítu) a že se mu osobně zaslíbil. Jako český patron je Jimram vzýván v jedné z homilií tzv. Opatovického homiliáře pocházející asi z 11. století.
Jméno bylo oblíbeno v českých šlechtických rodech (Boskovicové, Pernštejnové), je spojeno např. s názvem obce Jimramov v okrese Žďár nad Sázavou.
Svatému Jimramovi je zasvěcena bazilika ve slovenské Nitře, která je katedrálou nitranské diecéze a také kostel svatého Jimrama v Mnichově v Německu.